# Universitat de Tromsø
La Universitat de Tromsø - La Universitat de l'Àrtic de Noruega (noruec: Universitetet i Tromsø - Norges arktiske universitet) és la universitat més septentrional del món. Situada a la ciutat de Tromsø, Noruega, es va establir el 1968 i va obrir les portes el 1972. És una de les vuit universitats de Noruega. La Universitat de Tromsø és la universitat més gran quant a la investigació i a la institució educativa al nord de Noruega. La ubicació de la universitat la converteix en un lloc natural per al desenvolupament d'estudis de la regió natural, medi ambient, cultura i societat.
L'enfocament principal de les activitats de la universitat està en la investigació de l'auroral polar, la ciència espacial, la ciència de la pesca, la biotecnologia, la ciència lingüística, les societats multiculturals, la cultura saami, la telemedicina, l'epidemiologia i una àmplia gamma de projectes d'investigació de l'Àrtida. L'estreta proximitat de l'Institut Polar Noruec, l'Institut Noruec d'Investigació Marina i del Centre Ambiental Polar dona a Tromsø més pes i importància com un centre internacional d'investigació a l'Àrtic. Les activitats d'investigació, però, no es limiten als estudis de l'Àrtic. Els investigadors de la Universitat treballen dins d'una àmplia gamma de temes i són reconeguts tant a nivell nacional com internacional.
L'1 de gener de 2009, la Universitat de Tromsø es va fusionar amb el Institut Universitari de Tromsø. Anys després, l'1 d'agost de 2013, la universitat es va fusionar amb la Universitat de Finnmark per formar la Universitetet i Tromsø - Norges arktiske universitet (Universitat de Tromsø - La Universitat de l'Àrtic de Noruega). Afegint així campus a Alta, Hammerfest i Kirkenes.